# پلنا (استان شرقی)
پلنا (به لاتین: Pelena) یک منطقهٔ مسکونی در سری‌لانکا است که در استان مرکزی (سری‌لانکا) واقع شده‌است.